# Nicolas Tavelić
Nicolas Tavelić, en croate Nikola Tavelić (Šibenik, 1340 – Jérusalem, 14 novembre 1391), est un franciscain (o.f.m.) de Croatie, martyr à Jérusalem. Il est le premier saint croate. Il a été canonisé avec trois autres frères provenant d'Italie et de France, premiers franciscains martyrs de la Custodie de Terre Sainte. Ils sont tous fêtés par l'Église catholique le 14 novembre.

## Biographie

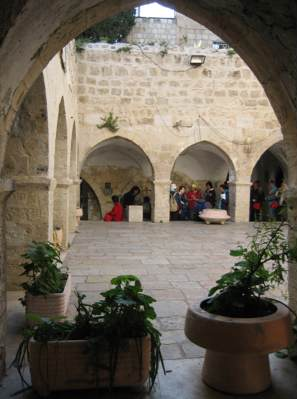
Cour de l'ancien monastère franciscain du Mont Sion.

La plupart des sources mentionnent Šibenik comme lieu de naissance de  Nicolas Tavelić, mais un autre emplacement possible est Velim près de Stankovci. En 1365, Nicolas devient franciscain à Bribir (en), le siège de la puissante famille de Šubić.
Nicolas fait partie des 60 prêtres de diverses provinces franciscains appelés en Bosnie par le pape Grégoire XI, pour y travailler comme missionnaires. Il y propage le catholicisme pendant 12 ans. Dans son rapport au pape, le vicaire de Bosnie dit plus tard que les missionnaires convertirent environ 50 000 Bogomiles Bosniaques hérétiques. 
En 1384, Nicolas se rend à Jérusalem et se lie avec trois autres franciscains Déodat Aribert de Rodez (de), Pierre de Narbonne (de) et Étienne de Cuneo (it). Ils vivent au monastère du Mont Sion visitant les lieux saints, apprenant l'arabe et approfondissant leurs connaissances en théologie. Avec ses trois amis, il est arrêté par le cadi de Jérusalem après avoir essayé de le convertir et ils sont condamnés à mort. Les quatre missionnaires sont tués près de la porte de Jaffa le 14 novembre 1391.

## Canonisation
Un frère franciscain du couvent de Saint Sauveur à Jérusalem, Gérard Chalvet avec un franciscain Martin de Šibenik, est témoin de son martyre : il envoie un rapport détaillé dans toute l'Europe : Vatican, Leipzig, Šibenik et ailleurs. Nicolas est célébré comme martyr franciscain partout en Europe, surtout en Dalmatie.  
Cinq siècles plus tard, en 1880, l'évêque Antun Josip Fosco de Šibenik engage la procédure de béatification de Nicolas Tavelić, ce qui fut fait par un décret spécial du pape Léon XIII pour le diocèse de Šibenik en 1889 et pour l'ordre franciscain dans son ensemble en 1898. Deux ans plus tard, la même chose est faite pour la Terre Sainte. 
Le culte de Nicolas Tavelić s'est accru entre les deux guerres mondiales. Il est canonisé par le pape Paul VI devant 20 000 croates à Rome, le 21 juin 1970, et fait désormais partie des quatre martyrs de Terre Sainte.

## Églises
La fête de Saint Nicolas Tavelić avec les trois autres frères est le 14 novembre. 
La plupart des églises construites en son nom se trouvent en Croatie. La plus importante est le sanctuaire Saint-Nicolas-Tavelić de Šibenik, reconnu sanctuaire national par la Conférence épiscopale croate depuis le début des années 2020. Citons également Banjevci, Tomislavgrad, Cerovac, Lišani, Perković, Split, Vinjani, Zagreb, Rijeka et Zupanja. On trouvera des églises à l'étranger à Hurlingham, Buenos Aires en Argentine,  Montréal et Winnipeg au Canada, Melbourne et Sydney en Australie.

## Sources